# 1165

## أحداث

### حسب البلاد

#### آسيا
- الطبيب والعالم الفيزيائي مهذب الدين ابن هبل يؤلف الموسوعة الطبية كتاب المختارات في الطب في الموصل.
- رجوع وليم الصوري إلى مملكة بيت المقدس ليشغل منصب قس في كاتدرائية عكا.

#### أوروبا
- لايبزيغ في ولاية ساكسونيا في شرق ألمانيا، منحت صفة مدينة.
- وليام الأسد يعتلي العرش ملكاً لاسكتلندا.

## مواليد

### حسب البلاد

#### أوروبا
- هنري السادس، ملك ألمانيا، ملك صقلية، حاكم الإمبراطورية الرومانية المقدسة.
- فيليب أوغست، ملك فرنسا لمدة 43 عاما.
- محي الدين بن عربي، عالم إسلامي شاعر، فيلسوف، وأحد أشهر المتصوفين [1]
- جوان من إنكلترا، ابنة هنري الثاني ملك إنجلترا، ملكة صقلية.
- بيرنغاريا من نافارا، ملكة إنجلترا المعروفة بملكة إنجلترا الوحيدة التي لم تخط أقدامها البلاد.

## وفيات
- ابن ملكا البغدادي، طبيب وفيلسوف عراقي.